# Cafetería La Giralda

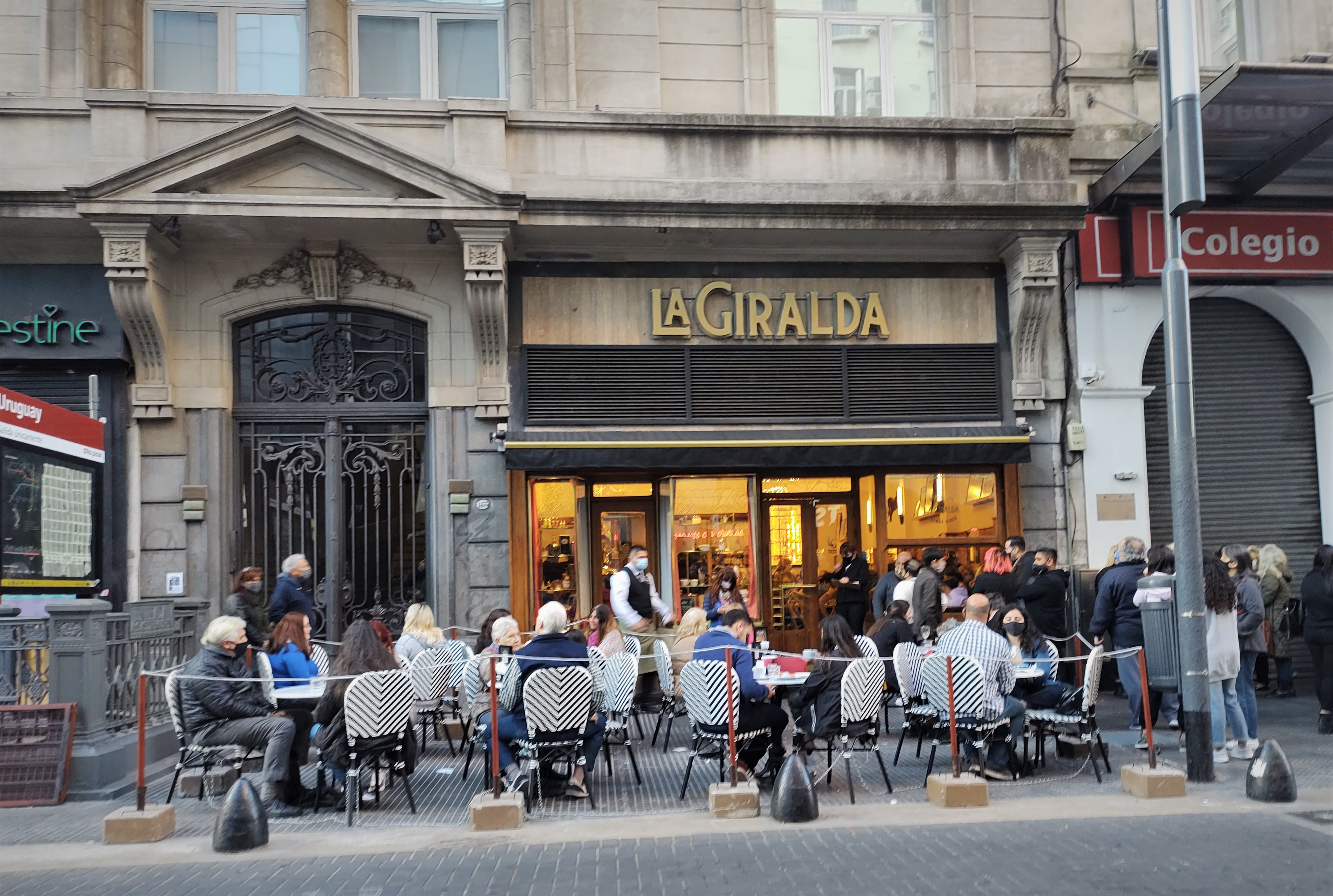
La Giralda (2021)

La Giralda es uno de los cafés más notables de la Ciudad de Buenos Aires. La especialidad de la casa es el chocolate caliente con churros servido bien espeso.

## Descripción
Se encuentra desde el año 1930 en avenida Corrientes 1453, en el sector céntrico de la arteria en donde abundan los teatros y cines, donde hay una intensa vida cultural y nocturna. Hasta su cierre a fines de 2018, el café se mantenía con su mobiliario austero y original: las paredes blancas y recubiertas con azulejos del mismo color y paños de vidrio espejado, la vieja barra de madera a lo largo de uno de los laterales, y las mesas de madera y mármol. También conservaba varios elementos distintivos que ha tenido desde sus inicios, como las luces de neón o el mármol de las mesas, los guardapolvos característicos de los mozos del puerto o las azucareras de vidrio, entre otros.

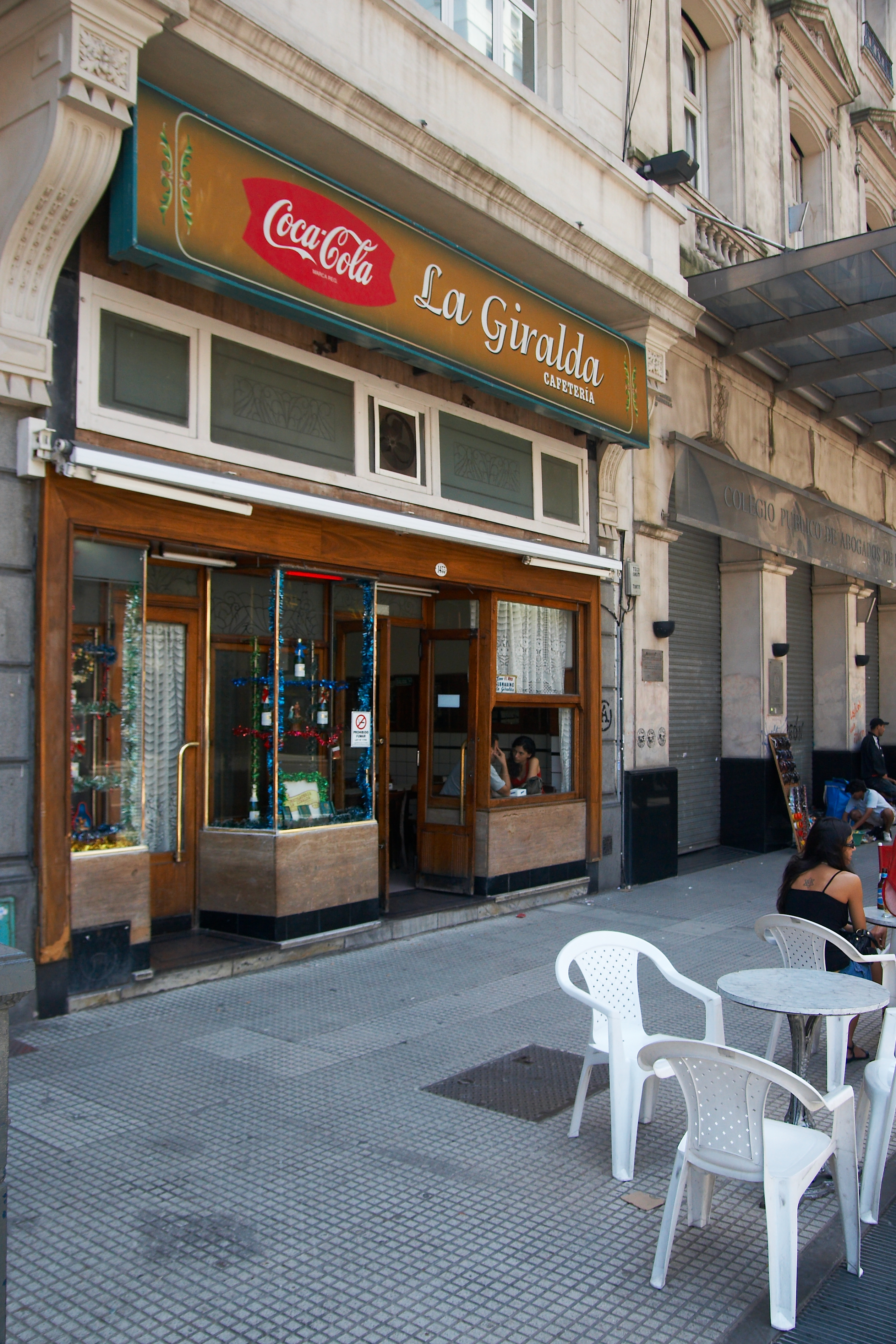
Fachada de La Giralda (2017).

Ocupa la planta baja de un edificio de departamentos de estilo francés que fue construido en 1915, aunque la cafetería se instaló allí en 1951. En su fachada mantiene los viejos revestimientos de madera, con dos marquesinas para exhibir productos tradicionales y una sola ventana de guillotina.
A finales de 2018 había anunciado su cierre definitivo, sin embargo, en 2019 lo adquirió una nueva administración, la cual se hizo cargo del ya cerrado bar y lo restauró y reacondicionó.
El día 25 de agosto de 2021, luego de varias postergaciones, este bar notable por fin pudo volver a abrir al público. Durante el proceso de reapertura se le sustituyó el letrero exterior y la sustitución de los azulejos del interior que fueron reemplazados por mármoles.